# Храм Чанчунь (Пекін)
Храм Чанчунь (кит. спр. 北京长椿寺, піньїнь: Beijing Changchun Si Піньїнь Beijing Changchun Si) — буддійський храм у пекінському районі Сюаньу.
Побудований за династії Мін матір'ю імператора, який правив під девізом «Ваньлі» в 1592.
У 1679 сильно постраждав від землетрусу, і вже більше ніколи не досягав колишнього блиску. Довгий час він використовувався як сховище для трун.
Після утворення КНР у 1949 став використовуватись як житлове приміщення.
У 2001 визнаний об'єктом культури і взятий під охорону, було проведено його реставрацію вартістю 200 мільйонів юанів.
У 2005 відкритий знову як «Музей культури району Сюаньу».
1. ↑  国家文物局全国文物地理信息平台
2. ↑  http://www.gov.cn/zhengce/content/2019-10/16/content_5440577.htm — 2019.